# Ceratobaeus auratus
Ceratobaeus auratus är en stekelart som först beskrevs av Jean Risbec 1950.  Ceratobaeus auratus ingår i släktet Ceratobaeus och familjen Scelionidae. Inga underarter finns listade i Catalogue of Life.